# Lepnica drobnokwiatowa
Lepnica drobnokwiatowa (Silene borysthenica (Gruner) Walters) – gatunek rośliny z rodziny goździkowatych (Caryophyllaceae).

## Rozmieszczenie geograficzne
Gatunek występuje we wschodniej i południowej części Europy. W Polsce występuje głównie w okolicach Warszawy, skąd podawany był z kilkunastu stanowisk.

## Morfologia

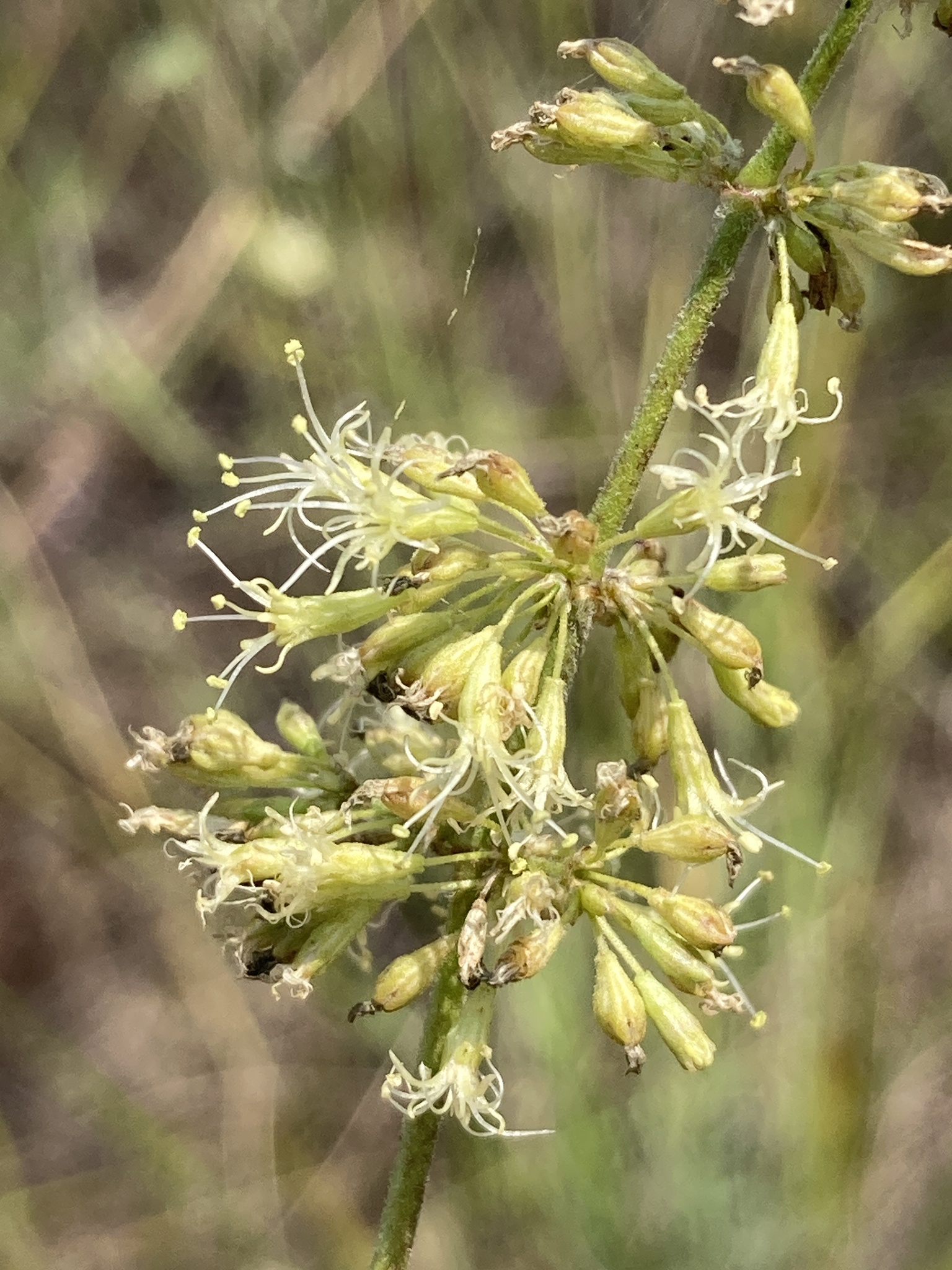
Kwiaty

ŁodygaDo 80 cm wysokości, owłosiona, dołem zdrewniała, górą rozgałęziona.
KwiatyDrobne; płatki korony o długości 2-3 mm, kremowe lub zielonawe.
OwoceTorebki z licznymi, brązowymi nasionami.

## Biologia i ekologia
Roślina dwuletnia. Kwitnie od maja do września. Rośnie w murawach napiaskowych z klasy Sedo-Scleranthetea. Liczba chromosomów 2n = 24.

## Zagrożenia
Kategorie zagrożenia gatunku:
- Kategoria zagrożenia w Polsce według Czerwonej listy roślin i grzybów Polski (2006)[5]: E (wymierający); 2016: EN (zagrożony)[6].
- Kategoria zagrożenia w Polsce według Polskiej Czerwonej Księgi Roślin (2001): VU (narażony); 2014: EN (zagrożony)[7].